# Neferirkara Kakai
Neferirkara Kakai (? - 2455. pr. Kr.) bio je 3. faraon 5. dinastije drevnoga Egipta, nasljednik Sahure. Zapamćen je po svojoj dobroti i suosjećajnosti. Postoji nekoliko teorija o njegovu podrijetlu, koje je pomalo nejasno kao i podrijetlo Sahure.

## Životopis

### Podrijetlo
Neferirkara je rođen kao Kakai. Njegovi su roditelji možda bili Sahura i Neferetnebti. U jednoj drevnoj priči tri vladara 5. dinastije – Userkaf, Sahura i Neferirkara – bili su sinovi Rauosera i Raddžedet. Uglavnom se smatra da je Neferirkara bio sin Sahure, ali je moguće da je na prijestolje došao na neki drugi način.

### Vladavina
Sahura je umro 2475. pr. Kr. Kakai ga je naslijedio, davši si ime Neferirkara – "Lijepa je duša Raova". Tako je istaknuo svoju povezanost s bogom Sunca. Zvan je s Ra – "sin Sunca". Prvi faraon koji je uzeo titulu Raovog sina bio je Džedefra, što su kasnije uzimali i drugi vladari, pa tako i Kakai. 
Neferirkara je oženio ženu zvanu Kentkaues. O njezinu se podrijetlu ne zna ništa. Imala je naslov "Božja kćer", što bi moglo značiti da je bila princeza, kćer Sahure koju je Neferirkara oženio i tako došao na vlast. Kentkaues je rodila dva sina, a obojica su poslije vladali kao faraoni.
Ono po čemu je Neferirkara poznat jest njegova osobnost. Bio je dobar i blag vladar, simpatičan i voljen u narodu. Kad je jednom stari dvoranin zvan Rauer slučajno bio dotaknut kraljevim žezlom, kralj mu je rekao: "Siguran si", te je dodao da je Rauer vredniji pred kraljem nego bilo koji drugi čovjek. Svećeniku boga Ptaha Ptahšepsesu faraon je dopustio da mu poljubi stopalo. To je bila velika čast, jer kralja nitko nije smio dotaknuti. Ptahšepses se smatrao počašćenim što je poljubio kraljevo stopalo. Neferirkara je bio vrlo tužan kada je umro njegov prijatelj, vezir Uešptah, te je oplakivao vezirovu smrt. Vezir je pokopan uz posebne počasti.

### Smrt i pokop
Neferirkara je umro 2455. pr. Kr. Pokopan je u piramidi u Abusiru. Naslijedio ga je sin Neferefra. 

## Vanjske poveznice
- Neferirkara Kakai
- Neferirkara (Kakai)